# Acrodermatite enteropática
Acrodermatite enteropática (AE) é um doença rara e hereditária que afeta a absorção intestinal do zinco, levando à deficiência deste no organismo. Seus sintomas incluem dermatite periorificial e acral, alopecia (perda de cabelo), diarreia, entre outros. Também é conhecida como síndrome de Brandt.

## Diagnóstico
O diagnóstico de uma pessoa com acrodermatite enteropática inclui os seguintes exames:
- Medição do nível de zinco no plasma
- Microscopia (biópsia de pele)
- Microscopia eletrônica (histologia)